# 西口向上委員会
西口向上委員会（にしぐちこうじょういいんかい）とは、お笑い芸人たちによるギャグプロレス団体【西口プロレス】の興行に登場するリングガールユニットである。

## 概要
西口プロレスの興行に於いて、試合開始前の選手入場時に選手の名前が記載されたボードをリング上で掲げること、休憩中のフォトセッション(2015年〜2019年、2022年～)、終演後のグッズ販売(2016年頃から2020年のコロナによる物販中止まで)、インターネットテレビ【マシェバラ】内、西口向上委員会チャンネルにて放送されている『西口向上↑↑放送部』への出演(2015年〜)を主な仕事とする。西口プロレスへの出演は基本的に本興行のみであり、その他のイベント興行や営業への出演は無い。
毎年オーディションで選出されたメンバー達が向上委員会を務めるが、ユニットを構成する人数は年々増加傾向にあり、2008年現在3人だった定員が2021年現在は8人となっている。
尚、2010年以前は長州小力が試合後に行う「小力パラパラ」のバックダンサーとして本格的なパラパラを披露することや、試合に関与して結果的に勝敗に影響をもたらしてしまうことも度々あった。
以前はお笑いタレント、舞台女優、グラビアタレントなど様々なジャンルの女性タレントが担当していたが、2010年以降は主に現役のファッションモデル、レースクイーンで構成されており、会場にはお笑いプロレスよりも向上委員会を目当てに来場する層も存在しており、試合中もリングではなく実況席付近に待機する向上委員会にレンズを向けている観客も時々いる。また、休憩中に行う西口フォトセッションでは直前の試合が終わったタイミングで一眼レフカメラを持ったファン達が、良い撮影ポジションを確保しようと我先にリング周りに殺到するのが毎回恒例となっていた。
フォトセッションは2019年7月大会を以て一旦終了となった。終了の理由は明らかにされておらず、公式ホームページにも“諸事情により”と記載されている。
しかし、2022年6月興行より「ミニフォトセッション」として実験的に復活した。
2019年度の卒業式は、新型コロナウイルス感染防止のため興行が中止となり、「西口向上放送部（マシェバラ）」での放送となる。
2020年度は引き続きコロナの影響で興行の中止が相次ぎ、2020年度西口向上委員会がリングガールとしてリングに登場したのは僅か２回のみとなってしまった。

## 任期
基本的に4月を起点に1年間で、翌年3月の興行で全試合終了後に卒業式を行う。ただし、任期中に次期メンバー選定のオーディションが行われ、その結果次第で翌年も継続して出演するケースもある。
次期継続出演が決まっている場合（向上委員会の間では、継続出演の場合は留年、一旦降板したものの再度オーディションで選出された場合は再入学と表現されている）でも卒業メンバーと同様に卒業証書を手渡されるため、出演期間が長いメンバー達は留年回数の多さや受け取った卒業証書の枚数などを自らのトークのネタにする程である。
最長メンバーの荒井つかさは、卒業式の際に解説のユンボ安藤に『どうせ来年もいるんだろ？』などと弄られる事が恒例となっているが、2023年度を以って、10年連続留年(継続出演)となった。
次点は2023年度現在、6年連続留年の生田ちむ(2014年度～2019度出演の佐崎愛里と並んで2位タイ)となっている。
なお、4月起点の1年間任期制となったのは2010年度よりで、それ以前は不定期であった。

## 歴代西口向上委員会
- 2025年度 -
- 2024年度 -
- 2023年度 - 荒井つかさ・生田ちむ・松田蘭・花乃衣美優・美月千佳・有栖未桜・小湊美月・葵成美
- 2022年度 - 荒井つかさ・生田ちむ・永原芽衣・朝倉咲彩・松田蘭・遊馬りえ・花乃衣美優・桐谷流華
- 2021年度 - 荒井つかさ・生田ちむ・太田麻美・永原芽衣・藤高つばさ・織田真実那・後藤佑紀・原あゆみ
- 2020年度 - 荒井つかさ・生田ちむ・中村このみ・中村比菜・藤高つばさ・永原芽衣・織田真実那・名取くるみ
- 2019年度 - 佐崎愛里・荒井つかさ・小越しほみ・生田ちむ・斉藤絢女・太田麻美・霧島聖子・中村このみ・ドン・クサ子(2020年1月大会に登場)
- 2018年度 - 佐崎愛里・荒井つかさ・小越しほみ・生田ちむ・斉藤絢女・叶恵まそら・宮瀬七海・宮本りお
- 2017年度 - 佐崎愛里・荒井つかさ・小越しほみ・安藤麻貴・今井みどり・中村比菜・藤田香澄・吉野七宝実
- 2016年度 - 佐崎愛里・荒井つかさ・瀬野ユリエ・小越しほみ・斉藤絢女・森園れん・神崎裕女・豊田瀬里奈
- 2015年度 - 荒井つかさ・あおい夏海・佐藤衣里子・佐崎愛里・森園れん・白河優菜
- 2014年度 - 荒井つかさ・佐崎愛里・桜野みお・西村麻依
- 2013年度 - 沙倉しずか・松林彩・小谷津友里・上條かすみ
- 2012年度 - 前田ともえ・谷川えりか・相澤ゆうき・高橋莉江
- 2011年度 - 前田ともえ・谷川えりか・相澤ゆうき・高橋莉江・岡田亜由美
- 2010年度 - 三島ゆかり・馬越幸子・浅倉ちほ
- それ以前 - 三城晃子・武田真由美・山本紗代・浅倉ちほ、大隅可奈、かとうはなえ、清水恵美、相川友希、苅込かよ、阿部早苗、梨紗、水木優衣、他

また、西口DXプロレス開催時は西口DX向上委員会として、レギュラー興行とは違う布陣で登場していた。

## エピソード
2008年11月大会まで向上委員会を務めた山本紗代は、2012年に所属選手の見た目が邦彦と結婚し、リング上でドレス姿を披露、ケーキ入刀を行った。
また、これに際して見た目がと賀川照子の間で抗争が勃発し、試合中に見た目がが山本を抱えてドロップキックを撃たせるシーンがあり、以降所属選手の結婚と配偶者のお披露目の際は抱え式ドロップキックを披露するのがお約束となった。
※ただし、アントニオ小猪木＆瓜谷はるみ夫妻に限り、旦那が妻をではなく、妻が旦那を抱えるという逆転現象が起こっている。
尚、2013年度の向上委員会メンバーだった上條かすみも、2017年に西口選手のザ・シロート・カブキと結婚している。
2019年度の向上委員会は卒業式を予定していた大会がコロナショックの影響で中止になり、向上委員会が担当するインターネットTV【西口向上放送部】内で行われることが発表された。
興行主である西口エンタテインメントの社員により「お笑いプロレスがメインで向上委員会はオマケ」「（オマケの）お前らのファンのせいで迷惑している」と言った発言を受けていたことが、同委員会のメンバーであった佐崎愛里によって明かされている。
2020年度、2021年度に出演した藤高つばさは、西口向上委員会の卒業を以て芸能界を引退した。
21年度卒業式で引退発表が行われると、解説のユンボ安藤に、最後の仕事がこれでいいのかよ！とツッコミを入れられた。
2022年6月19日、那須川天心 対 武尊戦 で話題となった THE MATCH 2022に、西口向上委員会の荒井つかさがRIZINガールとして出演。